# Maria de Fátima Coronel
Maria de Fátima Coronel (Cabo Verde, siglo XX) es una magistrada caboverdiana, que fue la primera mujer en ser nombrada presidenta del Tribunal Supremo de Justicia, el más alto tribunal de Cabo Verde.

## Biografía
Coronel ejerció como magistrada antes de convertirse en fiscal general y jueza de tribunales penales en los municipios de Santa Catarina y Praia. No estaba ligada a ningún partido político, por lo que fue considerada una jueza "ejemplar". Desde 2007 es miembro de la Corte Suprema de Justicia.
En noviembre de 2015, Coronel fue elegida como presidenta de la Corte Superior de Justicia de Cabo Verde por unanimidad por sus compañeros jueces-consejeros Benfeito Mosso Ramos, Sara Boal, João Gonçalves, Arlindo Medina, Manuel Alfredo Semedo, Arlindo Martins y la propia Maria Fátima Coronel. El presidente de la República, Jorge Carlos Fonseca, la nombró en el cargo tomando juramento el 6 de noviembre de 2015. Fue la primera mujer en presidir la Corte Superior de Justicia de Cabo Verde.
En diciembre de 2020, Coronel se jubiló, abandonando el cargo de presidenta del Tribunal Supremo de Justicia. La sucedió en el cargo Benfeito Mosso Ramos, primero como presidente interino y desde el 7 de noviembre de 2022 como presidente nombrado por decreto presidencial.